# 커버리티
커버리티(Coverity)는 Synopsys에서 제공하는 애플리케이션 보안 테스팅 솔루션으로 정적 분석 도구이다.

## 제품
Coverity Static Analyzer는 C, C++, C#, 자바 소스 코드의 정적분석 툴이다. Stanford Checker라는 이름으로 개발된 프로젝트가 상용화 된 제품이다.
Coverity Dynamic Analyzer는 자바 소스 코드를 분석하기위한 툴이다. 2008년에 처음 출하되었고, 경합조건, 데드락, 불필요한 synchronization을 검출해내는 용도로 사용된다.
그 밖의 제품으로는 Coverity Architecture Analyzer, Coverity Integrity Control이 있다.
오픈 소스에 대해 자사의 정적분석을 수행하여 검출된 결함들을 자사가 운영하는 Scan (http://scan.coverity.com/) 사이트를 통해 오픈 소스 그룹에 공개하고 있다.
미국 스탠퍼드, 카네기멜론, 버클리 등의 대학교와 산학협력을 맺고 있다. 2011년 2월에 아시아 지역에서 최초로 KAIST와 산학협력을 체결하였다.
2011년 9월, 유럽 입자물리 연구소(CERN)가, 강입자 충돌기(LHC)의 데이터를 분석하는 소프트웨어의 품질을 측정하기 위해 커버리티를 도입했다.